# Dyllan Lanser
Dyllan Lanser (Lelystad, 2 maart 1995) is een Nederlands voetballer, die doorgaans speelt als centrale verdediger. In juli 2023 verruilde hij VV Unicum voor Batavia '90.

## Clubcarrière
Lanser speelde in de jeugd bij Batavia '90, een amateurclub uit zijn geboorteplaats Lelystad. Hij verkaste later naar de opleiding van FC Omniworld. Na de naamsverandering in 2010 debuteerde hij op 14 september 2012 voor Almere City, toen op bezoek bij SC Cambuur een 5–2 nederlaag werd geleden. Lanser mocht in de tweede helft invallen voor Robert Guerain. Op 5 oktober kreeg hij van interim-coach Edwin van Ankeren zijn eerste basisplaats; Almere verloor met 0–2 van Fortuna Sittard en Lanser speelde het gehele duel mee. In het seizoen 2016/17 speelde hij mee in elf competitiewedstrijden, waarvan tien als invaller. Na deze jaargang mocht hij transfervrij vertrekken, waarna hij onderdak vond bij ASV De Dijk. Een jaar later keerde Lanser terug naar zijn geboorteplaats Lelystad, waar hij voor SV Lelystad ging voetballen. Deze club verliet hij medio 2019 voor stadsgenoot VV Unicum. Vier jaar later keerde hij terug bij zijn oude jeugdclub Batavia '90.